# Mordfall Roger Bornemann
Der Mordfall Roger Bornemann in Hannover erregte im Jahr 1987 Aufsehen aufgrund der neonazistischen Hintergründe, der Brutalität, mit der die Tat begangen wurde, und aufgrund des Alters von Opfer und Tätern.
Kritik gab es insbesondere am niedersächsischen Verfassungsschutz, der Informationen zur Gefährdung des Opfers ignoriert hatte.

## Vorgeschichte

### Familienverhältnisse des späteren Opfers
Gerd Roger Bornemann (* 17. Juni 1969 in Hannover; † 3. Februar 1987 ebenda) wuchs in gutbürgerlichen Verhältnissen auf. Sein Vater war Betriebswirt und engagierter Gewerkschafter, seine Mutter Hausfrau. Als Roger sechs Jahre alt war, wurde die Ehe der Eltern geschieden. Der Vater erhielt das Sorgerecht für Roger und seine jüngere Schwester. Die Mutter brach den Kontakt zu ihren Kindern vollständig ab und zog an einen unbekannten Wohnort.

### Verbindung in die neonazistische Szene
In etwa ab seinem 14. Lebensjahr geriet Roger Bornemann auf die schiefe Bahn. Roger, der für sein Alter relativ schmächtig war, orientierte sich an einem neuen, in seine Klasse zurückgestuften Mitschüler, mit dem er begann, teils kleinere Straftaten (Diebstähle, Einbrüche) zu begehen. Nach einem Schulwechsel protzte Roger vor seinen Mitschülern gerne mit seinen Straftaten, was von den Lehrern jedoch nur als Kompensation seines schmächtigen Erscheinungsbildes gedeutet wurde.
Roger änderte alsbald sein Äußeres und sein Verhalten. Mitschüler berichteten, dass er eine im Rollstuhl sitzende Lehrerin als Krüppel beleidigte und er generell ein immer aggressiveres Verhalten an den Tag legte. Er rasierte sich den Kopf, trug die in der Nazi-Skinhead-Szene typische Kleidung und trat schließlich der Freiheitlichen Deutschen Arbeiterpartei (FAP) bei.
Mitschüler berichten, dass sich Roger zu diesem Zeitpunkt sehr schnell radikalisierte und sich mit den nationalistischen Zielen der FAP identifizierte. Die Personen aus der FAP gaben an, dass Roger wohl aufgrund seiner Statur nicht ganz ernst genommen wurde und mehr als Mitläufer galt.
1986 kam es zur Abspaltung der „Nationalen Sport- und Sicherheits-Gemeinschaft EK I“ (benannt nach dem Eisernen Kreuz I. Klasse) unter Anführung des damals 30-jährigen Bernd Futter, der erst kurz zuvor zur FAP gestoßen war und zahlreiche Vorstrafen wegen Eigentums- und Körperverletzungsdelikten vorzuweisen hatte; als Jugendlicher war er wegen Totschlags verurteilt worden. Roger Bornemann schloss sich dieser Gruppe im Oktober 1986 an.
Nach Angaben eines Aussteigers verstanden sich die Gruppenmitglieder allesamt als Nationalsozialisten. Binnen eines Vierteljahres verübte die Gruppe rund fünfzehn Straftaten, darunter einen Raubüberfall, Einbruchdiebstähle (u. a. in einem Waffengeschäft und bei einem Militaria-Händler) und Brandstiftungen gegen Wohnhäuser von Ausländern, ein türkisches Übersetzerbüro, ein Polizeirevier und ein links-autonomes Jugendzentrum.
Am 4. Dezember 1986 beging Futter mit anderen einen Einbruch in ein Waffengeschäft – Roger stand „Schmiere“. Im Zusammenhang mit diesem Einbruch wurde Roger am 21. Dezember 1986 von der Polizei Hannover vorübergehend festgenommen und vernommen. Zeitgleich wurde sein Zimmer in der Wohnung seines Vaters durchsucht.
Vier Tage vor dem Mord hatte Roger Bornemann bei einer erneuten Vernehmung nicht nur Tom K., sondern auch Bernd Futter belastet. Er hatte über vier Brandanschläge gegen Wohnungen von Ausländern ausgesagt.

## Tathergang
Übereinstimmenden Aussagen der vier Angeklagten, Peter St., Hans-Jürgen Sch. Marco Sch. und Tom K. zufolge, hätten sie sich am 2. Februar 1987 mit Roger in der hannoverschen Innenstadt getroffen. Es sei viel Alkohol konsumiert worden und schon während des Streifzugs durch die City habe man Roger zwei Mal zusammengeschlagen. Als er dann eine halbvolle Flasche Wodka mit dem Fuß umgestoßen habe, hätten die anderen beschlossen, ihn zu bestrafen: Bornemann wurde gegen Mitternacht in die Eilenriede, Hannovers Stadtwald, geschleppt. Nachdem sie Roger Bornemann eine Zigarette angeboten hätten, mit der Bemerkung, es könne seine letzte sein, urinierten sich zwei der Angeklagten über einen Zaun hinweg an – „aus Spaß“, wie sie im Prozess sagten. Auf dem Weg gab Anführer Tom K., die Order aus: „Jetzt machen wir ihn richtig alle“.
Die vier Skinheads traten auf Bornemann ein, warfen ihn zu Boden, sprangen mit ihren Kampfstiefeln auf seinen Kopf. Als Bornemann röchelte, nachdem sie auch noch zwei Spraydosen CS-Gas in sein blutverschmiertes Gesicht gespritzt und einen eisernen Papierkorb auf ihn warfen, ließ sich K. eine schwere Holzlatte geben, die er dem Opfer mindestens zehnmal auf den Kopf schlug: „Du Schwein, bist du immer noch nicht tot?“ Nach der Tat ließen sie den leblos am Boden liegenden zurück und tranken noch Bier am Bahnhof.

### Ermittlungen
Am 3. Februar 1987, um 9.35 Uhr traf der Funkstreifenwagen am Fundort der leblosen Person ein. Fünf Minuten später trafen Rettungssanitäter ein und konnten nur noch den Tod der am Boden liegenden Person feststellen.
Die Verdächtigen wurden noch am selben Tag festgenommen. Blutproben ergaben, dass die Skinheads zur Tatzeit nicht betrunken waren.
Die Zusammenfassung des gerichtsmedizinischen Befundes gab eine Beschreibung des Toten, bei dem kein Körperteil von Tritten verschont geblieben war.

### Kritik zur Ermittlungsarbeit
Vor dem Mord an Roger Bornemann ignorierten staatliche Behörden möglicherweise Warnungen. Der damalige Innenminister Wilfried Hasselmann (CDU) hatte zwar dementiert, der Verfassungsschutz habe im Vorfeld des Mordes Informationen über die FAP-Abspaltung „EK 1“ erhalten. Bei den Gerichtsakten Futters lag jedoch ein Schreiben an die Justizbehörden, in dem Futter eine Woche vor dem Mord auf die massive Bedrohung Bornemanns aus der hannoverschen Neonazi-Szene hingewiesen hatte.
Von Februar bis Oktober 1986 hatte der V-Mann „Guhr“ den Verfassungsschützern „Rentz“ und „Schmelzer“ gegen ein Entgelt von 300 DM monatlich jede Woche einen Bericht über Hannovers Neo-Nazi-Szene geliefert. Das Innenministerium in Hannover musste daraufhin bestätigen, dass mit Hilfe dieser drei Decknamen tatsächlich ein V-Mann in der hannoverschen FAP geführt wurde. Nach eigenen Angaben hat V-Mann Guhr bei dem letzten von fünf Brandanschlägen mitgewirkt, die Ende September 1986 von hannoverschen FAP-Mitgliedern verübt wurden. Er habe Bernd Futter und zwei weitere FAP-Mitglieder mit seinem Auto zum Ort des Anschlages gefahren und während der Tat in dem Wagen auf einem Parkplatz gewartet. Bereits am nächsten Morgen habe er seine Führungsperson beim Verfassungsschutz über den Anschlag informiert. Der Verfassungsschutz hatte diese Information aber offensichtlich nicht weitergegeben.
Hätte der Verfassungsschutz die Nazi-Gruppe um Futter nach den Brandanschlägen nicht unbehelligt gelassen, wäre der Tod von Roger Bornemann möglicherweise verhindert worden.
V-Mann „Guhr“ war in der „EK 1“ der für Wehrsport zuständige Unterführer gewesen. In dieser Zeit habe er den Verfassungsschutz darüber informiert, dass Futter im Besitz einer großkalibrigen automatischen Schrotbüchse, einer sogenannten „Riot Gun“ sei, mit der der EK-1-Kameradschaftsführer „Türken jagen“ wolle. Drei Tage später habe die Polizei die Waffe bei Futter beschlagnahmt. Aber auch die Beschlagnahme der Schrotbüchse führte noch nicht zu einer Verhaftung, sondern nur zu einer vorläufigen Festnahme des „Kameradschaftsführers“.
Nach einem Tag wurde Futter gegen die Zusage, nun seinerseits den Verfassungsschutz zweimal wöchentlich mit Informationen zu versorgen, wieder auf freien Fuß gesetzt. Dies hatte Futter selbst in seiner Zeugenaussage im Prozess zugegeben.
V-Mann „Guhr“ war nach eigenen Angaben bereit, im Prozess als Zeuge auszusagen. Dort könnte er auch die Aussagen der Angeklagten und des Zeugen Futter über das „EK 1“ korrigieren, die die „Sicherheitskameradschaft“ im Wesentlichen als unpolitisch dargestellt hatten.
Im Zusammenhang mit dem Vorgehen der Polizei, äußert Rogers Vater Kritik, denn Roger war zu diesem Zeitpunkt seiner Vernehmungen noch nicht volljährig und er als Vater wurde nicht über die Vorladungen zu Vernehmungen seines Sohnes informiert. Zudem zeigte Rogers Vater kein Verständnis dafür, dass seinem Sohn keine präventiven Schutzmaßnahmen zur Verfügung gestellt wurden.

## Prozess
Der Prozess gegen die vier Angeklagten begann am 20. August 1987 vor der Jugendkammer des Landgerichts Hannover. Der Vater des ermordeten Skinhead trat vor Gericht als Nebenkläger auf. Er fürchtete, dass der Fall lediglich als „kriminelles Delikt“ behandelt würde. Ihm ging es vor allem um den politischen Hintergrund. Der Tod seines Sohnes solle „allen zeigen, wozu Fasch-Skins in der Lage sind“. Die Nebenklage vertrat Rechtsanwalt Gerhard Schröder, damals Oppositionsführer in Niedersachsen. Die Tat, sagte Schröder, könne „nicht allein aus dem Individuum erklärt“ werden, der „ganze Neonazi-Sumpf“ gehöre „auf die Anklagebank“. Schröder sah „endlich mal eine Möglichkeit“, die Öffentlichkeit und „den Innenminister“ von einem „dringend notwendigen Verbot der FAP“ zu überzeugen.
In seinem Plädoyer sprach der Staatsanwalt von einer an „Grausamkeit und Schrecklichkeit“ kaum zu überbietenden Tat, einer „Tötung auf Raten“, die der 17-jährige Skinhead habe erleiden müssen. An dem Mordgeschehen hätten sich alle vier Angeklagten, die zur Zeit der Tat 17 bzw. 18 Jahre alt waren, aktiv beteiligt. Der Angeklagte Tom K. habe frühzeitig gezielt auf den Tod des Opfers hingearbeitet. „Das Lebensgefühl der Skinheads“, deren „große Gewaltbereitschaft“ und die Verbindung der Angeklagten „zu Rechtsradikalen“ bildeten nach Ansicht des Staatsanwalts lediglich den Hintergrund des Mordes. Am Anfang, habe auch er politische Motive hinter der Tat vermutet. Durch die Beweisaufnahme ließen sich diese Motive allerdings nicht mit der erforderlichen Wahrscheinlichkeit begründen.
Gerhard Schröder sprach in seinem Plädoyer von einem „Aufklärungsdefizit“ in den vorausgegangenen Ermittlungen. Auch das Gericht, so der Nebenklage-Vertreter, habe in diesem Verfahren die politischen Aspekte als Fremdkörper betrachtet. Dennoch sei „die Tat ohne das neonazistische Umfeld undenkbar“. Alle vier Angeklagten würden klassische Biografien von Außenseitern ohne Chancen zur Integration in die Gesellschaft aufweisen. Sie hätten sich einer neonazistischen Gruppe angeschlossen, in der sie Selbstbestätigung durch Ausgrenzung von gesellschaftlich niedriger Stehenden zu finden glaubten. In dieser Gruppe, der FAP-Abspaltung „EK 1“, sei Gewaltbereitschaft gegen Ausländer vorhanden gewesen. Für den Mord hatte nach Ansicht Schröders der Verratsgedanke dann eine wesentliche Rolle gespielt. Die Gewaltbereitschaft der Gruppe sei in dem Moment nach innen umgeschlagen, als diese durch einen vermeintlichen Verräter, der bei der Polizei ausgesagt hatte, gefährdet schien, beschrieb Schröder seine Sicht des Motivs.

### Politische Motivation?
Außer Tom K. hatten die anderen Angeklagten zum Tathergang ausgesagt. Auf Fragen zu einer Zugehörigkeit zur rechtsradikalen Szene wurde jedoch nicht eingegangen. In der Urteilsbegründung stellte der Vorsitzende Richter fest: „Es gibt keine Hinweise auf einen politischen Mord“. Somit konnte keine Antwort auf die Frage des Motivs gefunden werden.

### Kritik an der Prozessführung, Beweisaufnahme
Der für Rechtsextremismus zuständige Verfassungsschützer Neidhard Fuchs, wurde auf Antrag der Nebenklage als sachverständiger Zeuge geladen, gab sich jedoch sehr wortkarg. Vortragen konnte er einiges über die FAP, über das EK 1 hätte er jedoch keine Informationen.
Später wurde jedoch bekannt, dass ein Mitglied der EK 1 als V-Mann für den Verfassungsschutz tätig war. Verfassungsschützer Fuchs musste also über mehr Informationen verfügt haben, als er vor Gericht erkennen ließ. Obwohl dieser V-Mann vor Gericht aussagen wollte, wurde er nicht vorgeladen.
Auch die Vertreter der Jugendgerichtshilfe konnten ihre Ausführungen nicht so vortragen, wie sie beabsichtigt hatten. Als sie auf die Entwicklung der hannoverschen Neonazi-Szene eingehen wollten, antwortete ihnen der Richter: „Ich werde ihnen das Wort entziehen, wenn sie hier politische Äußerungen machen“.
Für den Vater des Ermordeten habe das Gericht nicht ausreichend auf eine Aufklärung der Hintergründe hingewirkt. Das Urteil erkläre nichts zur politischen Motivation der Täter.

### Urteile
Nach dem dreieinhalb Monate dauernden Prozess verhängte die Jugendkammer des Landgerichts Hannover gegen Tom K., den seine Mitangeklagten als Initiator des Verbrechens bezeichneten, wegen Mordes zur höchsten Jugendstrafe von zehn Jahren. Die Urteile gegen seine Mittäter, bei denen das Gericht nach Tatbeitrag und Vorstrafen differenzierte, lagen bei achteinhalb, achtdreiviertel und neun Jahren. Der Tatbestand des Mordes sei erfüllt, niedrige Beweggründe lägen vor, „weil die Angeklagten Roger Bornemann aus Lust an körperlicher Misshandlung getötet haben“, sagte der Richter an in seiner Begründung.

## Verarbeitung in den Medien
Roger Bornemann – Tod eines Skinhead ist ein unter der Regie von Andrea Morgenthaler entstandener deutscher Dokumentarfilm aus dem Jahr 1989. In der vom Südwestfunk produzierten Dokumentation wird das Leben und der gewaltsame Tod des zum Todeszeitpunkt 17-jährigen Roger Bornemann thematisiert.
Die Dokumentation zeigt auf, wie hilflos der Vater, die Lehrer, die Behörden dem Jugendlichen gegenüber standen. Im nachgezeichneten Lebenslauf berichten Rogers Vater, Schwester, Mitschüler, Lehrer, Sozialarbeiter und Bekannte aus dem neonazistischen Umfeld darüber, wie sie Bornemann wahrgenommen haben.